# Beala Voda, Plevna
Beala Voda (în bulgară Бяла Вода) este un sat în comuna Belene, regiunea Plevna,  Bulgaria. 

## Demografie
Componența etnică a satului Beala Voda
     Bulgari (84,52%)
     Nicio identificare (15,47%)
     Altele (0%)
La recensământul din 2011, populația satului Beala Voda era de 336 locuitori. Din punct de vedere etnic, majoritatea locuitorilor (84,52%) erau bulgari. Pentru 15,47% din locuitori nu este cunoscută apartenența etnică.